# Porte de Paris (Marne-la-Vallée)
Pour les articles homonymes, voir Porte de Paris.
La Porte de Paris est le nom du secteur I de la ville nouvelle de Marne-la-Vallée.

## Composition et situation
La Porte de Paris regroupe trois communes (ce sont aussi les trois seules communes dans la ville nouvelle qui sont situées hors du département de Seine-et-Marne et qui ont été totalement intégrées depuis janvier 2016 dans la Métropole du Grand Paris, dans deux de ses établissements publics territoriaux, selon leur département) :
| Nom                | Code Insee | Intercommunalité         | Superficie (km2) | Population (dernière pop. légale) | Densité (hab./km2) |
| ------------------ | ---------- | ------------------------ | ---------------- | --------------------------------- | ------------------ |
| Bry-sur-Marne      | 94015      | Métropole du Grand Paris | 3,35             | 18 095 (2022)                     | 5 401              |
| Noisy-le-Grand     | 93051      | Métropole du Grand Paris | 12,95            | 71 632 (2022)                     | 5 531              |
| Villiers-sur-Marne | 94079      | Métropole du Grand Paris | 4,33             | 32 547 (2022)                     | 7 517              |

La commune de Noisy-le-Grand fait partie du département de la Seine-Saint-Denis et l'EPT de Grand Paris - Grand Est, les deux autres communes font partie du département du Val-de-Marne et l'EPT Paris-Est-Marne et Bois.
Les trois communes sont associées à l'établissement public d'aménagement Epamarne.

## Politique et administration
| Commune            | Maire                 | Nuance politique |
| ------------------ | --------------------- | ---------------- |
| Bry-sur-Marne      | Charles Aslangul      | Divers droite    |
| Noisy-le-Grand     | Brigitte Marsigny     | Les Républicains |
| Villiers-sur-Marne | Jacques-Alain Bénisti | Les Républicains |

L'aménagement du secteur de la Porte de Paris est effectué par Epamarne, l'un des établissements publics d'aménagement de Marne-la-Vallée, dont le siège est à Noisiel. Étant couvert par l'aménageur, le territoire du secteur I est une opération d'intérêt national dans le cadre de l'aménagement de la ville nouvelle de Marne-la-Vallée.

## Desserte
Le secteur de la Porte de Paris est desservi par trois gares du RER A et par deux gares du RER E : Bry-sur-Marne, Noisy-le-Grand - Mont d'Est et Noisy - Champs pour le RER A et Villiers sur Marne - Le Plessis-Trévise et Les Yvris-Noisy-le-Grand pour le RER E.
Les réseaux TGV et Eurostar sont accessibles par la gare de Marne-la-Vallée - Chessy, le terminus du RER A.
Le secteur sera aussi desservi par une nouvelle gare en correspondance entre les RER E, A et les lignes de métro automatique du Grand Paris Express à partir de 2025 :
- Bry - Villiers - Champigny (RER E et ligne 15 du métro)
- Noisy - Champs (RER A et lignes de métro 11, 15 et 16)